# Condado de Chesterfield (Carolina do Sul)
O Condado de Chesterfield é um dos 46 condados do Estado americano da Carolina do Sul. A sede do condado é Chesterfield, e sua maior cidade é Chesterfield. O condado possui uma área de 2 087 km² (dos quais 19 km² estão cobertos por água), uma população de 42 768 habitantes, e uma densidade populacional de 21 hab/km² (segundo o censo nacional de 2000). O condado foi fundado em 1798.